# Trofeo Comune di Acquanegra sul Chiese
Il Gran Premio d'Autunno - Trofeo Comune di Acquanegra sul Chiese è una corsa in linea maschile di ciclismo su strada che si disputa in provincia di Mantova nel mese di ottobre. È riservata agli under-23, ed è classificata come gara di classe UCI 1.19.

## Storia
Il Trofeo Comune di Acquanegra sul Chiese viene organizzato annualmente in ottobre dal Pedale Castelnovese in collaborazione con il Comune di Acquanegra sul Chiese. La corsa si svolge in un circuito tra le strade della cittadina dell'Alto Mantovano e non presenta particolari difficoltà altimetriche, rendendola adatta agli arrivi in volata. Tra i vincitori troviamo velocisti, passati poi tra i professionisti, come Oscar Gatto, Jacopo Guarnieri, Elia Viviani e Andrea Guardini.
Dal 2007 la gara ha assunto la denominazione di Trofeo Comune di Acquanegra sul Chiese - Gran Premio d'Autunno.

## Albo d'oro
Aggiornato all'edizione 2018.
| Anno | Vincitore              | Secondo          | Terzo             |
| ---- | ---------------------- | ---------------- | ----------------- |
| 2005 | Antonio Bucciero       | Maurizio Biondo  | Fabrizio Amerighi |
| 2006 | Oscar Gatto            | Antonio Bucciero | Matteo Busato     |
| 2007 | Jacopo Guarnieri       | Andrea Piechele  | Marco Benfatto    |
| 2008 | Elia Viviani           | Andrea Guardini  | Marco Benfatto    |
| 2009 | Filippo Baggio         | Giacomo Nizzolo  | Matteo Pelucchi   |
| 2010 | Andrea Guardini        | Marco Benfatto   | Sonny Colbrelli   |
| 2011 | Christian Delle Stelle | Rino Gasparrini  | Paolo Simion      |
| 2012 | Liam Bertazzo          | Andrea Dal Col   | Marco Benfatto    |
| 2013 | Andrea Zordan          | Ivan Balykin     | Mirco Maestri     |
| 2014 | Jakub Mareczko         | Nicolas Marini   | Michael Zanetti   |
| 2015 | Xhuliano Kamberaj      | Francesco Lamon  | Nicolò Rocchi     |
| 2016 | Michael Bresciani      | Stefano Moro     | Rino Gasparrini   |
| 2017 | Stefano Moro           | Giovanni Lonardi | Rino Gasparrini   |
| 2018 | Stefano Lira           | Marco Chesini    | Edoardo Faresin   |